# Tainan (condado)
Condado de Tainan foi um condado localizado no sul de Taiwan. O nome "Tainan" significa simplesmente "Taiwan Oriental". Em 25 de dezembro de 2010, o condado e a cidade de Tainan foram fundidos em uma municipalidade especial.

## Administração
O Condado de Tainan administra duas cidades, sete townships urbana e vinte townships rural.
Nota: A romanização abaixo estão em Tongyong Pinyin, que o Governo de Tainan Condado  usa oficialmente para a transliteração.

### Cidades
- Xinying Cidade (新營市)
- Yongkang Cidade (永康市)

### Townships

#### Urban townships
- Baihe Township (白河鎮)
- Jiali Township (佳里鎮)
- Madou Township (麻豆鎮)
- Shanhua Township (善化鎮)
- Xinhua Township (新化鎮)
- Xuejia Township (學甲鎮)
- Yanshui Township (鹽水鎮)

#### Rural townships
- Anding Township (安定鄉)
- Beimen Township (北門鄉)
- Danei Township (大內鄉)
- Dongshan Township (東山鄉)
- Guantian Township (官田鄉)
- Guiren Township (歸仁鄉)
- Houbi Township (後壁鄉)
- Jiangjun Township (將軍鄉)
- Liujia Township (六甲鄉)
- Liuying Township (柳營鄉)
- Longqi Township (龍崎鄉)
- Nanhua Township (南化鄉)
- Nanxi Township (楠西鄉)
- Qigu Township (七股鄉)
- Rende Township (仁德鄉)
- Shanshang Township (山上鄉)
- Xiaying Township (下營鄉)
- Xigang Township (西港鄉)
- Xinshi Township (新市鄉)
- Yujing Township (玉井鄉)
- Zuozhen Township (左鎮鄉)

## Transporte
- Aeroporto Tainan
- Tainan Train Station
- Sinnan Buses and Tainan Buses
- Bus
- HIGHWAY
- Taxi

## Atrações
- Mashago Beach Scenic Area
- Mangrove Conservation Area, Sihcao (四草) Wetland